# گروه آی‌ان‌جی
گروه آی‌اِن‌جی (به هلندی: ING Groep) که کوتاه‌شده عبارت International Netherlands Group است، یک شرکت چندملیتی بانکداری و خدمات مالی معتبر بین‌المللی است، که شعبه مرکزی آن در شهر آمستردام، هلند قرار دارد.

## بزرگ‌ترین جریمه تاریخ بانک‌داری
دولت ایالات متحده آمریکا و دولت ایالت نیویورک، گروه آی‌اِن‌جی را متهم کرده بودند که از سال ۱۹۹۰ تا سال ۲۰۰۷ میلادی، در مجموع به نقل و انتقال بیش از ۲ میلیارد دلار پول مبادرت کرده که همگی ناقض تحریم‌های مالی ایالات متحده آمریکا علیه کوبا، ایران و چند کشور دیگر بوده‌است. سرانجام گروه آی‌اِن‌جی در تاریخ ۱۲ ژوئن ۲۰۱۲ رضایت داد که با پرداخت مبلغ جریمه‌ای به میزان ۶۱۹ میلیون دلار به موضوع شکایت حقوقی دولت آمریکا خاتمه دهد. از مبلغ جریمه بانک آی‌اِن‌جی به عنوان «بزرگ‌ترین میزان جریمه تاریخ بانک‌داری» یاد شده که تاکنون برای یک بانک به اتهام نقض تحریم‌های کاخ سفید وضع شده‌است.

## فعالیت جهانی
در نوامبر سال ۲۰۰۳، گروه آی‌ان‌جی، میشل تیلمانت، نایب رئیس هیئت اجرایی را به عنوان رئیس جدید بخش گلوبال منصوب کرد.
درحال حاضر گروه آی‌ان‌جی در کشورهای زیر فعالیت مالی و دفتر مستقیم دارد:
- آرژانتین
- استرالیا
- اتریش
- بلژیک
- برزیل
- بلغارستان
- چین
- جمهوری چک
- فرانسه
- آلمان
- یونان
- هنگ کنگ
- مجارستان
- هند
- اندونزی
- ایتالیا
- ژاپن
- قزاقستان
- لوکزامبورگ
- مالزی
- مکزیک
- مغولستان
- هلند
- فیلیپین
- لهستان
- پرتغال
- رومانی
- روسیه
- سنگاپور
- اسلواکی
- کره جنوبی
- اسپانیا
- سوئیس
- تایوان
- تایلند
- ترکیه
- اوکراین
- امارات متحده عربی
- بریتانیا
- ایالات متحده آمریکا
- ویتنام